# Daniel Garcia (catch)
 (mai 2022).
 (mai 2022).
Daniel Garcia (né le 17 septembre 1998 à Buffalo (New York)) est un catcheur (lutteur professionnel) américain. Il travaille actuellement à la All Elite Wrestling, à la Pro Wrestling Guerrilla et à la Ring of Honor, sous le même nom. Il est l'actuel champion du monde de la PWG.

## Jeunesse
Enfant, Daniel Garcia découvre le catch grâce à Hulk Hogan et son gimmick de Mr America au début des années 2000. Il occupe le poste d'ailier dans l'équipe de hockey sur glace de son lycée. Après le lycée, il poursuit ses études au Buffalo State College (en), en communication.

## Carrière de catcheur

### Débuts (2017-2020)
En 2017, Daniel Garcia s'entraîne à Buffalo dans l'école de catch Grapplers Anonymous, auprès de Brandon Thurston et de Pepper Parks. Il fait ses débuts sur un ring le 18 février 2017, après trois semaines d'entraînement à la Nickel City Wrestling show, petite fédération basée à Buffalo,. Il perd contre Mikey Everynite. 
Par la suite, il lutte principalement à l'Empire State Wrestling (ESW), une fédération new-yorkaise,. Il travaille ensuite ponctuellement au Canada,.
Le 17 juillet 2018, il apparaît à la World Wrestling Entertainment dans l'émission 205 Live. Il perd un match face à Drew Gulak.
En janvier 2019, il se casse une jambe dans un grave accident de la route avec d'autres catcheurs américains à Montréal. Il retourne sur les rings au début de l'été. 
Le 29 juin, il remporte le championnat poids lourd de l'ESW par une victoire face à Brandon Thurston. Début août, l'Evolve Wrestling annonce la participation de Garcia à leurs prochains spectacles. Le 20 septembre au cours d'Evolve 135, il participe à l'Evolution's Edge Tournament. Il est éliminé au premier tour, après une défaite dans un match à élimination l'opposant à Anthony Gutierrez, Karam et Curt Stallion, et remporté par ce dernier. Le lendemain, à Evolve 136, il ne parvient pas à vaincre Harlem Bravado.

### All Elite Wrestling(2020–...)
Le 15 septembre 2020, à AEW Dark, il fait ses débuts pour All Elite Wrestling et dispute son premier match aux côtés de Kevin Blackwood, mais ensemble, les deux catcheurs perdent face à The Butcher et The Blade.
Le 4 août 2021, à Dynamite, il fait ses débuts dans un show télévisé en tant que Heel et dispute son premier match aux côtés de 2.0 (Jeff Parker et Matt Lee), mais ensemble, les trois catcheurs perdent face à Darby Allin, Eddie Kingston et Jon Moxley dans un Trios match.
Le 19 octobre, il signe officiellement avec la compagnie,.
Le 9 mars 2022 à Dynamite, ses deux partenaires et lui viennent en aide à Chris Jericho et Jack Hager en attaquant Eddie Kingston, Ortiz et Santana, forment ainsi une alliance avec les deux premiers et créent la Jericho Appreciation Society.
Le 29 mai à Double or Nothing, son clan bat le Blackpool Combat Club (Bryan Danielson et Jon Moxley), Eddie Kingston, Ortiz et Santana par soumission dans un Anarchy of the Arena match.
Le 7 septembre à Dynamite, il devient le nouveau champion Pure de la ROH en prenant sa revanche sur son même adversaire. Après le combat, son idole, Bryan Danielson, lui attache la ceinture autour des hanches.
Le 9 août 2023 à Dynamite, la JAS se dissout. Les désormais ex-membres du clan, lui y compris, reprochent à leur leader son égoïsme et son manque de solidarité.

#### Retour en solo, rivalité avec MJF et champion TNT (2023-...)
Le 23 décembre à Collision: Holiday Bash, il effectue un Face Turn et bat Brody King au premier tour du tournoi AEW Continental Classic. 7 soirs plus tard à Worlds End, Bryan Danielson, Claudio Castagnoli, Mark Briscoe et lui battent Jay White, Jay Lethal, Rush et Brody King dans un 8-Man Tag Team match.
Le 3 mars 2024 à Revolution, il ne remporte pas le titre TNT, battu par Christian Cage.
Le 3 juillet à Dynamite: Beach Break, il ne remporte pas le titre International, battu par Will Ospreay. Après le combat, MJF, qui l'accompagnait, effectue un Heel Turn, lui porte un Low-Blow, le tabasse brutalement, le fait saigner avant de lui porter un Tombstone Piledriver de la troisième corde. Le lendemain, il est annoncé qu'il souffre de blessures cervicales et doit s'absenter pour une durée indéterminée. Le 25 août à All In, il fait son retour de blessure et se venge sur l'ancien champion du monde pendant son match contre le catcheur britannique pour le titre International, ce qui permet au second de remporter la ceinture. 13 soirs plus tard à All Out, il perd face à MJF.
Le 23 novembre à Full Gear, il devient le nouveau champion TNT en battant Jack Perry et remporte le titre pour la première fois de sa carrière.
Le 9 mars 2025 lors du pré-show à Revolution, l'Undisputed Kingdom (Adam Cole, Roderick Strong et Kyle O'Reilly) et lui battent Shane Taylor Promotions (Shane Taylor, Lee Moriarty, Carlie Bravo et Capt. Shawn Dean) par soumission dans un 8-Man Tag Team match. 
Le 6 avril à Dynasty, il ne conserve pas sa ceinture, battu par Adam Cole. Le 25 mai à Double or Nothing, Nigel McGuinness et lui perdent face à FTR.

### Pro Wrestling Guerrilla (2022–...)
Le 31 janvier 2022 au Battle of Los Angeles, il remporte la Battle en battant Mike Bailey en finale,.
Le 2 mai à Delivering The Goods, il devient le nouveau champion du monde de la PWG en battant Bandido et remporte le titre pour la première fois de sa carrière,.

### Ring of Honor (2022-...)
Le 23 juillet à Death Before Dishonor, il ne remporte pas le titre Pure, battu par Wheeler Yuta.
Le 7 septembre à Dynamite, il devient le nouveau champion Pure de la ROH en prenant sa revanche sur son même adversaire. Après le combat, son idole, Bryan Danielson, lui attache la ceinture autour des hanches.
Le 10 décembre à Final Battle, il ne conserve pas sa ceinture, rebattu par son même opposant.
Le 31 mars 2023 à Supercard of Honor, il perd face à Hiroshi Tanahashi. 
Le 21 juillet à Death Before Dishonor, il ne remporte pas la ceinture, battu par Katsuyori Shibata.
Le 15 décembre lors du pré-show à Final Battle, il bat Blake Christian par soumission.

## Palmarès
- All Elite Wrestling
  - 1 fois Champion TNT de la AEW

- Capital City Championship Combat
  - 1 fois C4 Championship

- Empire State Wrestling
  - 1 fois ESW Heavyweight Championship

- Limitless Wrestling
  - 1 fois Limitless Wrestling World Championship

- Pro Wrestling Guerrilla
  - 1 fois champion du monde de la PWG (actuel)
  - Battle of Los Angeles (2022)

- Ring of Honor
  - 1 fois champion Pure de la ROH

## Récompenses des magazines
- Pro Wrestling Illustrated

| Année | 2018 | 2019 | 2020 | 2021 | 2022 | 2023 | 2024 |
| ----- | ---- | ---- | ---- | ---- | ---- | ---- | ---- |
| Rang  | 488  | 473  | 450  | 233  | 48   | 69   | 87   |